# Agalmopolynema ogloblini
Agalmopolynema ogloblini är en stekelart som beskrevs av Fidalgo 1988. Agalmopolynema ogloblini ingår i släktet Agalmopolynema och familjen dvärgsteklar. Inga underarter finns listade i Catalogue of Life.